# Torrey Canyon
Die Torrey Canyon war ein Öltanker und konnte etwa 115.000 Tonnen Erdöl transportieren. Sie sank am 26. März 1967 vor der Küste Südenglands und verursachte damit die erste große Ölpest.

## Geschichte
Das Schiff wurde in den USA unter der Baunummer 532 bei der Newport News Shipbuilding and Drydock Company gebaut und lief am 28. Oktober 1958 vom Stapel. Es hatte ursprünglich eine Kapazität von 60.000 Tonnen, die 1965 durch einen Umbau in Japan auf 120.000 Tonnen erhöht wurde. Bei diesem Umbau wurde der Torrey Canyon ein komplett neues Vorderschiff angebaut. Der beim Umbau abgetrennte Schiffskörper wurde zunächst ebenfalls unter dem Namen Torrey Canyon als schwimmendes Öllager verwendet. Von 1972 bis 1979 wurde sie vom niederländischen Unternehmen SBM Offshore N.V. unter dem Namen IFRIKIA - FPSO III als 70.000 Tonnen fassende FPSO (Floating Production Storage and Offloading Unit) für das Mineralölunternehmen Elf Aquitaine im Ashtart Feld vor der tunesischen Küste betrieben.

### Havarie
Zur Zeit des Unfalls gehörte die Torrey Canyon der Barracuda Tanker Corporation, einer Tochterfirma der kalifornischen Union Oil Company (Unocal), war aber von BP gechartert.
Die letzte Fahrt der Torrey Canyon begann am 19. Februar 1967. Sie verließ Mena al-Ahmadi in Kuwait voll beladen mit Öl und erreichte am 14. März die Kanaren. Von dort aus steuerte sie Milford Haven an.
Koordinaten: 50° 2′ 30″ N, 6° 7′ 43,8″ W
| Havarie der Torrey Canyon |

Am 18. März 1967 stieß die Torrey Canyon wegen eines Navigationsfehlers gegen Pollard's Rock im zwischen Land’s End und den Scilly-Inseln gelegenen Seven-Stone-Riff. Der Untergang des Schiffes verursachte enorme Umweltschäden an den Küsten Englands und Frankreichs.
Dies war der erste bedeutendere Untergang eines Öltankers, auch weil es noch keine Pläne gab, welche Maßnahmen im Notfall erfolgen sollten. Versuche, das Schiff wieder flott zu machen, scheiterten, wobei ein Mitarbeiter des niederländischen Bergungsteams starb. Das Schiff brach auseinander, nachdem es mehrere Tage lang auf dem Riff gestrandet gewesen war.
Für den Versuch, das Schiff zu versenken, den Ölteppich abzubrennen und so den Ölverlust zu reduzieren, bombardierte die Fleet Air Arm (FAA, die Marineflieger der Royal Navy) das Schiff. Auf die Bombardierung folgten Versuche, das Öl mit Hilfe von Benzin und Napalm, das von Flugzeugen der Royal Air Force und der FAA abgeworfen wurde, abzubrennen. Insgesamt war das Schiff das Ziel von 161 Bomben und 16 Raketen, dazu wurden 1500 Tonnen Napalm und 44.500 Liter Kerosin abgeworfen.
Etwa 190 km der englischen und 80 km der französischen Küste waren mit Öl verschmutzt und etwa 200.000 Seevögel und viele andere Meeresorganismen wurden getötet. Weiterer Schaden wurde durch den großflächigen Einsatz von Reinigungsmitteln zur Zerstörung des Ölteppichs angerichtet. Mit 42 Schiffen wurden mehr als 10.000 Tonnen an Reinigungsmitteln auf das schwimmende Öl gespritzt, um es zu emulgieren und aufzulösen. Jedoch waren die auf das Öl aufgebrachten Substanzen extrem giftig für viele Meeresorganismen und richteten beinahe genauso großen Schaden an wie das Öl selbst.
Das Unglück der Torrey Canyon führte zu vielen Änderungen internationaler Vorschriften, z. B. der Civil Liability Convention (CLC) von 1969, die die absolute Haftung von Schiffsbesitzern bei nachgewiesener Fahrlässigkeit festsetzte, oder auch die International Convention for the Prevention of Pollution from Ships 1973.